# Внутричерепная гипертензия
Внутричерепна́я гипертензи́я (ВЧГ) (др.-греч. ὑπερ- — сверх- + лат. tensio — напряжение) — повышение давления в полости черепа. Может быть обусловлено патологией головного мозга (черепно-мозговая травма, опухоли, внутричерепным кровоизлиянием, энцефаломенингитом и др.). Возникает в результате увеличения объёма внутричерепного содержимого: спинномозговой жидкости (ликвора), тканевой жидкости (отёк мозга), крови (венозный застой) или появления инородной ткани (например, при опухоли мозга).

## Этиология
Наиболее частой причиной внутричерепной гипертензии является травма головы.
Самым распространенным твёрдым новообразованием является опухоль мозга. Она часто является причиной внутричерепной гипертензии как в результате прямого эффекта массы, так и посредством блокирования тока цереброспинальной жидкости. Ишемические повреждения мозга, являющиеся результатом сложностей при родах, утопления, тромбоза сосудов головного мозга, также может быть причиной внутричерепной гипертензии. Более редкими причинами являются цитотоксическое набухание мозга (отравление свинцом, печёночная недостаточность при синдроме Рея).
Доброкачественная внутричерепная гипертензия (идиопатическая внутричерепная гипертензия, псевдоопухоль мозга) может также приводить к повышенному внутричерепному давлению. Она часто наблюдается у девочек-подростков с повышенным весом, но также может наблюдаться при тромбозе венозного синуса, вызванного геморрагическим диатезом или осложненным средним отитом или мастоидитом, сопровождающимися приёмом высоких доз витамина A или тетрациклина или отказом от стероидной терапии.

## Патогенез
Череп и твёрдая мозговая оболочка образуют жёсткий каркас, поэтому полость черепа имеет постоянный объём и соответственно сумма объёмов её элементов постоянна:
Vткани мозга + Vликвора + Vкрови = Const
Vткани мозга = Vвнутриклеточной среды + Vвнеклеточной среды
Любое увеличение одного из трёх компонентов внутричерепного объёма — мозговой паренхимы, цереброспинальной жидкости, крови — приводит к уменьшению других одного или двух компонентов и повышению давления в полости черепа. Необратимое повреждение ткани мозга происходит чаще как результат давления других компонентов, превышающее артериальное давления крови, что приводит к недостаточной перфузии ткани мозга. Открытые швы черепа детей младшего возраста позволяют сглаживать повышение объёма компонентов, однако это сглаживание оказывается невозможным при остром повышении объёма. Перепады давления могут происходить и на отдельных участках внутричерепного объёма, участках тока цереброспинальной жидкости или вокруг очага патологических изменений в мозговой паренхиме.
Изменения в компонентах внутричерепного объёма приводит к увеличению внутричерепного давления несколькими путями. Во-первых, непосредственно мозговая паренхима может увеличиваться на массу, связанную с патологическим изменением — новообразованием, абсцессом, кровоизлиянием. Вазогенный отёк может увеличить мозговую паренхиму посредством транссудации из-за цитокинов. Отёк мозга может быть также результатом цитотоксического повреждения, гибели клеток и некроза, что приводит к повышению интерстициального давления от освобождённых белков и ионов, а также воспалительных и восстановительных процессов. Непосредственная причина может быть опосредована гипоксемией; интермедиарными метаболическими токсинами, включая нейронные эксайтотоксины; истощением источников энергии, являющимся следствием тромбообразования в магистральных сосудах, ушиба или диффузного аксонального повреждения, аноксии от остановки сердца, гипертонической энцефалопатии, энцефалитной инфекции, метаболического отравления. Отёк при травме головы у детей сильнее, чем у взрослых, и может быть комбинацией вазогенного и цитотоксического отёка, а также имеющего нейрогенный характер воспалительного высвобождения субстанции P и кокальцигенина на молекулярном уровне.
Во-вторых, давление такого компонента как ток цереброспинальной жидкости (желудочки или субарахноидальное пространство) может увеличиваться при гидроцефалии. Гидроцефалия может иметь следующие последствия: расхождение в уровне формирования тока цереброспинальной жидкости относительно абсорбции и обтурация между местом формирования в боковых желудочках и местами абсорбции в арахноидальной грануляции. Причинами обтурации могут быть врождённый порок; паренхимная или внутрижелудочковая масса (киста или неоплазма); клетки воспалительного инфильтрата в потоке цереброспинальной жидкости от менингита, вентрикулита или кровоизлияния; субарахноидальные белки или остатки органических веществ; дислокация мозга; избыточный рост дуральной ткани. Особенно уязвимыми для обтурации являются маленькие канальцы, соединяющие желудочковую систему, межжелудочковое отверстие и сильвиев водопровод; выходы желудочковой системы, боковое отверстие четвёртого желудочка (отверстие Маженди) и боковое отверстие; цистерны, окружающие ствол мозга. Ещё один вид отёка мозга — интерстициальный отёк характеризуется перивентрикулярной транссудацией потока цереброспинальной жидкости в прилегающее белое вещество. Такой отёк обычно наблюдается у пациентов с острой или подострой гидроцефалией.
В-третьих, внутричерепное давление может вырасти вследствие роста внутрисосудистого объёма. Это происходит при обтурации венозного оттока например при тромбозе синусов твёрдой мозговой оболочки. Много случаев внутричерепного давления неясного происхождения связано со стенозом или тромбозом поперечной пазухи твёрдой мозговой оболочки. Другие процессы, увеличивающие венозное давление яремной вены также могут увеличивать внутричерепное давление. Также, на внутричерепной сосудистый артериальный объём влияет парциальное давление углекислого газа. Сосудистый объём может как увеличиваться при гиперкапнии, так и уменьшаться при гипокапнии, что происходит при центральной нейрогенной гипервентиляции или ятрогенном понижении внутричерепного давления посредством механической гипервентиляции.
Внутричерепное давление часто измеряется в сантиметрах воды смH2O, тогда как кровяное давление измеряется в мм рт ст. Нормальный уровень внутричерепного давления в детский и младенческий период равен приблизительно 6 смH2O (5 мм рт ст); у подростков значение выше 25 смH2O (18 мм рт ст) не соответствует норме и обуславливает симптомы. В то же время возможно сохранение нормальных когнитивных функций при давлении 52 смH2O (40 мм рт. ст.), что предполагает адекватность давления перфузии. Поэтому важно знать не абсолютные значения внутричерепного давления, а значения внутричерепного давления относительно артериального среднего давления. Увеличенное внутричерепное давление приобретает клинические проявления при аномалии давления перфузии, что происходит при значении внутричерепного давления на 78 смH2O (60 мм рт. ст.) ниже артериального среднего давления и приобретает угрожающий характер при значении внутричерепного давления меньшего значения артериального среднего давления лишь на 52 смH2O (40 мм рт. ст.) Пониженная перфузия порождает опухшую поврежденную ткань, что увеличивает объём мозговой перенхимной ткани и таким образом ещё более усугубляет увеличения давления из-за роста объёма.
При увеличении внутричерепного давления мозговая перфузия может поддерживаться временно спонтанным повышением артериального среднего давления — рефлекс Кушинга (гипертензия вместе с брадикардией и брадипноэ). Несмотря на то, что такая связь не носит необходимый характер, с учётом других признаков, повышение системного давления является клиническим признаком внутричерепной гипертензии. В нормальном состоянии изменения в артериальном цереброваскулярном сопротивлении связано с изменением в давлении перфузии в направлении поддержании постоянного мозгового кровотока — процесс называемый ауторегуляцией. Однако при травме головы или асфиксии этот процесс нарушается.
При повышении внутричерепного давления в одной из областей черепа возникает область дистензии, что приводит к смещению структур мозга относительно друг друга — развиваются дислокационные синдромы. Данная патология является жизнеугрожающей и может привести к смерти больного. Угрожающим предвестником транстенториального вклинивания крючка височной доли является потеря паппилярного рефлекса на свет по причине ущемления глазодвигательного нерва. Дислокация часто ведет к необратимым повреждениям ствола мозга, инфарктам, дополнительному вторичному отёку что может привести к смерти мозга. Очаговое увеличение давления в задней черепной ямке может привести к действию конуса давления в нижнем направлении через большое затылочное отверстие — сжатие центров спинного мозга, что также может привести к апноэ и смерти мозга. Компенсаторная система может быть декомпенсирована при ошибочной люмбальной пункции, при которой давление внутри позвоночного канала резко понижается, увеличивая градиент давления через большое затылочное отверстие, что приводит к дислокации мозга.
Самыми часто встречаемыми дислокационными синдромами являются:
- смещение полушарий мозга под серповидный отросток,
- височно-тенториальное смещение,
- мозжечково-тенториальное смещение,
- смещение миндалин мозжечка в foramen magnum.

При повышении давления ликвора до 400 мм вод. ст. (около 30 мм рт. ст.) возможны остановка мозгового кровообращения и прекращение биоэлектрической активности мозга.

## Клиническая картина
Формирование клинического гипертензионного синдрома, характер его проявлений зависят от локализации патологического процесса, его распространённости и быстроты развития.
Клинически синдром ВЧГ проявляется головной болью повышенной частоты или тяжести (нарастающая головная боль) иногда пробуждающая ото сна, нередко вынужденным положением головы, тошнотой, повторяющейся рвотой. Головная боль может быть осложнена кашлем, болезненным позывом на мочеиспускание и дефекацию, похожими на манёвр Вальсальвы действиями. Возможны расстройство сознания, судорожные припадки. При длительном существовании присоединяются нарушения зрения.
История может включать травму, ишемию, менингит, шунт цереброспинальной жидкости, интоксикацию свинцом или с нарушением метаболизма (синдром Рея, диабетический кетоацидоз). Новорождённые с кровоизлиянием в желудочки головного мозга, или с менингомиелоцеле имеют предрасположенность к внутричерепной гидроцефалии. Дети с синим пороком сердца имеют предрасположенность к абсцессу, у детей с серповидно-клеточной болезнью может быть обнаружен инсульт, ведущий к внутричерепной гипертензии.
Объективными признаками внутричерепной гипертензии являются отёк диска зрительного нерва, повышение давления цереброспинальной жидкости, повышение осмотического давления конечностей, типичные рентгенологические изменения костей черепа. Следует учитывать, что эти признаки появляются не сразу, а по истечении длительного времени (кроме повышения давления цереброспинальной жидкости).
Также выделяют такие признаки как:
- потеря аппетита, тошнота, рвота, головная боль, сонливость;
- сонливость, пониженная способность к пробуждению;
- отёк диска зрительного нерва, парез взгляда вверх;
- повышенный тонус мышц, положительный рефлекс Бабинского.

При значительном повышении внутричерепного давления возможны расстройство сознания, судорожные приступы, висцерально-вегетативные изменения. При дислокации и вклинении стволовых структур мозга возникают брадикардия, нарушение дыхания, снижается или пропадает реакция зрачков на свет, повышается системное артериальное давление.

## Дифференциальный диагноз
Мигрень, эпилепсия, метаболические нарушения имеют сходную с внутричерепной гипертензией клиническую картину. Если у ребёнка наблюдается фокальные неврологические признаки вместе с общими симптомами ВЧГ, визуализация позволяет исключить новообразование и подтвердить безопасность люмбальной пункции. Последующая измерение посредством манометрии люмбальной пункции при установлении нормального давления позволит установить гемикранию.
В случае если ребёнок лишь частично реагирует, задача различения судорожных приступов эпилепсии или послеприпадочного состояния от условий, которые ведут к ВЧГ может быть осложенна. Факторы дающие основание предполагать судорожные приступы эпилепсии это — цикличность; клоническая судорога; резкое мышечное движение; быстрое или изменчивое изменение тона, поза имеющая отличие от децеребрационной позы, которая может сопровождать ВЧГ; внезапные неустойчивые изменения автоматических функций (сердечный ритм, кровяное давление, пупиллярный — зрачковый размер); слюноотделение не сопровождающееся глотанием; история предыдущих эпилептических припадков. В некоторых случаях только электроэнцефалограмма позволяет различить происходящую электрографическую активность субклинической эпилепсии и внутричерепную гипертензию как причину изменения в уровне восприимчивости.
В некоторых случаях диффузные дисфункции мозга токсической или метаболической этиологии оказываются схожими с внутричерепной гипертензией. К такой этиологии относятся лекарственное отравление, гематологический дисбаланс и дисбаланс электролитов, генерализированные инфекции. При токсических и метаболических нарушениях ослабление внимания часто сопровождается состоянием спутанности сознания с дизориентировкой, бессвязной речью и зачастую тревожной возбужденностью. Напротив, при подострой внутричерепной гипертензии ослабление внимания сопровождается замедленностью мышления, персеверацией, пониженной психической активностью, нарушением походки.

## Обследование

### Физикальное обследование
Рекомендуется неврологическое обследование при подозрении на ВЧГ. Особое внимание должно уделяться психическому состоянию, уровню восприимчивости и активности пациента. Необходимо оценка наличия отёка диска зрительного нерва и состояния черепного нерва. Отёк диска зрительного нерва может не проявляться в течение нескольких дней после повышения внутричерепного давления. Ретинальное кровоизлияние может указывать на травмирование. Отводящий нерв особенно восприимчив к повышению внутричерепного давления, поэтому вероятны ошибки в локализации нарушений. Может наблюдаться паралич сопряжённого взгляда и ретракция (вытягивание) века. Голова у пациента может быть наклонена, чтобы компенсировать паралич сопряженного взгляда. У детей, которые способны к взаимодействию, рекомендуется оценивать мышечный тонус, силу и походку. Изменение позиции тела в ответ на стимуляцию, характер дыхания у коматозных пациентов помогают локализовать повреждение ствола головного мозга. Полученные данные должны перепроверяться через короткие интервалы времени, до тех пор пока не будет достигнута определённость об прогрессировании разрушительных процессов, таких, например, как дислокация ствола головного мозга или тенториальная дислокация, требующих немедленного хирургического вмешательства.
В случаях травмы головы полезно использование шкалы комы Глазго.
У новорождённых и младенцев имеются особенные признаки ВЧГ: увеличенная окружность головы; выпучивание, приподнятость родничка; неспособность поднять глаза и вытягивание (ретракция) века вследствие давления среднего мозга; гипертоничность; гиперрефлексия, сопровождающая ВЧГ от гидроцефалии. Отёк зрительного нерва обычно не проявляется, вероятно, по причине податливости черепа младенца.
Хроническая гидроцефалия, как причина ВЧГ может проявляться в атрофии зрительного нерва, депрессивной гипоталамической функции, спастических нижних конечностях, недержании мочи, проблемах в обучении.

### Лабораторное исследование
Если изменение психического состояния предполагает метаболические или токсические отклонения, необходимо провести лабораторные исследования. Лабораторные исследования в этом случае включают анализ электролитов, токсикологический анализ, функциональные тесты печени, тестирование функции почек. Если имеются признаки менингиальной ирритации или инфекции без изменения тонуса и силы, что могло бы указывать на градиент давления между частями мозга, рекомендуется провести анализ спиномозговой жидкости. Опасность дислокации мозга после люмбальной пункции может быть проанализирована на основе предварительной медицинской визуализации. Если существует опасность люмбального вклинения, анализ спиномозговой жидкости и измерение давления могут быть проведены посредством вентрикулостомии. Если имеются признаки ВЧГ и отсутствуют клинические и визуализационные признаки градиента давления, люмбальная пункция выполняет диагностическую и терапевтическую функцию в отношении ВЧГ неясного происхождения.

### Инструментальное обследование
При обнаружении признаков ВЧГ необходимо провести КТ. Пациенты с тяжёлыми травмами головы характеризуются динамичной патофизилогией, ранняя КТ может выявить увеличивающиеся кровоизлияние, эффект массы, размер желудочков. Необходимо провести внутривенный контраст, если есть подозрения на нарушение гематоэнцефалического барьера (инфекция, воспалительный процесс, неоплазия). Магнитно-резонансная ангиография рекомендуется, если есть подозрение на тромбоз венозного синуса. Внутричерепное кровоизлияние неясного происхождения требует КТ-ангиографию или традиционную интралюминальную ангиографию с возможностью вмешательства для предотвращения повторного кровотечения.

## Лечение
По работе
Следует с осторожностью подходить к тактике лечения внутричерепной гипертензии, пока не определена её причина. Причина возникновения гипертензии определяет тактику врача. Для быстрого снижения внутричерепного давления применяют осмотические диуретики (например, при поступательном росте внутричерепного давления и волне давления > 20 мм.рт.ст держащейся дольше 5 минут; или при уровне любого давления > 30 мм.рт.ст — болюс маннитола по 0,25-1 г/кг в/в капельно в течение 10-15 мин, при необходимости, для поддержания осмоляльности на уровне 320 mOsm/кг — повторно каждые 6 ч в течение 1-2 сут с постепенной отменой в течение 2-4 сут) и петлевые диуретики (фуросемид по 20-40 мг в/в или в/м 3 раза в день). Болюс маннитола позволяет, удаляя воду, уменьшить объём мозга, изменить реологические характеристики крови, вызвать ответную вазоконстрикцию. Маннитол в качестве продолжительной инфузии может в конечном итоге преодолеть гематоэнцефалический барьер и вызвать приток жидкости в мозг. Он наиболее эффективен при здоровом гематоэнцефалическом барьере. Эффективной альтернативой маннитолу может выступать гипертонический раствор NaCl для внутривенного введения (3 %) (болюс 2-6 мл/кг, потом 0.1-1.0 мл/кг в качестве продолжительной инфузии). Осмоляльность сыворотки превышающая 320 mOsm/кг может привести к почечной недостаточности. Если необходимо ввести дополнительно маннитол до истечения промежутка 6 часов или при привышении уровня осмоляльности 320 mOsm/кг: вводится внутривенно пентобарбитал 5 мг/кг, потом внутривенно 2 мг/кг/в час с контролем уровня в крови 25-35 мг/мл, паттерна ЭЭГ «вспышка-подавление» с интервалом 10 с. между вспышками, и сердечным индексом 2.7 л/мин/м²; или вводится внутривенно мидазолам титрованием дозы в сторону увеличения начиная с 0.1 мг/кг/ч с контролем паттерна ЭЭГ «вспышка-подавление» с интервалом 10 с. между вспышками, и сердечным индексом 2.7 л/мин/кв.м.
При ВЧГ неясного происхождения люмбальная пункция позволяет контролировать давление. ВЧГ может реагировать на высокие дозы ацетазоламида 20 мг/кг/день или фуросемида, также как и на удаление ликвора при люмбальной пункции. Главная опасность в таких условиях — увеличение слепого пятна и возможная слепота из-за давления на диск зрительного нерва. Необходимо контролировать поле зрения и, если лекарственное лечение не приносит успеха, необходимо применить хирургическое размещение люмбального или перитонеального шунта.
Дети с энцефалопатией, с заметно повышенным внутричерепным давлением, или быстро нарастающим внутричерепным давлением требуют лечения в отделениях интенсивной терапии. Когда обследование показывает этиологию ВЧГ, например, увеличивающаяся эпидуральная гематома, может потребоваться немедленная нейрохирургическая краниотомия (трепанация черепа). В других случаях очаговых объёмных повреждений, обнаруживаемых при медицинской визуализации, немедленная краниотомия может не потребоваться, что зависит от размера и расположения повреждения, деформации ткани мозга, вероятности прекращения перфузии. Опухлевые повреждения могут потребовать диагностическую биопсию или эксцизионную биопсию в течение нескольких дней.
Минералокортикоиды (дексаметазон по 0,25-0,5 мг/кг/каждые 6 часов) показаны при вазогеническом отёке, который возникает, например, вокруг новообразования. Это также позволяет предотвратить стрессовую язву. Гипотонические растворы внутривенно рекомендуется не применять и пациент должен наблюдаться для предупреждения синдрома неадекватной секреции антидиуретического гормона с сывороточной и уринальной осмоляльностью. Необходимо также избегать гипогликемии и гипергликемии. Если существует значительная угроза дислокации мозга из-за градиента давления, возникающего при блокаде тока ликвора, временная вентрикулостомия может ослабить давление ликвора. При подозрении на инфекционные процессы, включая очаговые поражения, абсцесс, энцефалит рекомендованы антибиотики и противовирусные препараты. Если гидроцефалия вследствие обтурации тока ликвора после первоначальной терапии по прежнему диагностируется может потребоваться вентрикулоперитонеальное шунтирование тока ликвора. Эндоскопическая перфорация дна третьего желудочка позволяет избежать осложнений обтурации и инфекции при длительном вентрикулоперитонеальном шунтировании, но часто менее результативен в ослаблении давления у детей младшего возраста по сравнению с более старшими пациентами.
Если отсутствуют образования или объёмные повреждения которые необходимо хирургически удалять, хирургическое лечение должно быть направлено на обеспечение перфузии ткани мозга. ВЧГ может отслеживаться непрерывно с использованием распространенных нейрохирургических устройств таких как оптоволоконный микротрансдуцер, внутрижелудочковый катетер, вентрикулостомия. Трансдуцер может измерять давление как в паренхиме мозга, так и в полостях, наполненных жидкостями. Преимущество внутрижелудочкового катетера и вентрикулостомии — позволяют дренировать ликвор для ослабления давления, хотя в то же время могут возникнуть затруднения с их расположением если желудочки малого размера или смещены, также существует небольшой риск кровотечений и инфекции (риск возрастает до максимума к 4 дню по 1 %-2 % в день). Внутричерепное давление достигает наибольшего значения обычно в течение 1-4 суток после тяжёлой травмы. Измерение внутричерепного давления при помощи устройств, и соответствующая терапия неэффективны в большинстве случаев тяжёлых ишемических повреждений, инфекции и отравления.
У пациентов с пониженным или изменчивым уровнем восприимчивости для оценки электрической активности мозга осуществляется мониторинг посредством электроэнцефелограммы. Конвульсии могут происходить даже при повышенном внутричерепном давлении. Антиконвульсанты рекомендованы если существуют клинические и электрографические признаки эпилепсии. Электроэнцефелограмма рекомендована и для контроля комы, вызванной препаратами барбитурата или бензодиазепина, применяемыми при тяжёлых формах повышенного внутричерепного давления.
В критических ситуациях при угрозе вклинения в условиях отделения интенсивной терапии прибегают к искусственной вентиляции лёгких в режиме гипервентиляции. (парциальное давление кислорода > 90 мм рт. ст.) Гипоксия и гиперкапния могут привести к вазодилатации и повышению давления. Быстрая последовательность интубации, не использование кетамина и сукцинилхолина помогают минимизировать повышение внутричерепного давления. Передачи повышенного интраторакального давления во внутричерепные сосуды можно избежать посредством седативного эффекта и понижения фазы вдоха искусственной вентиляции легких и посредством предупреждения высокого положительного давления в конце выдоха. Если требуется резкое понижение давления гипервентиляция для понижения объёма внутричерепной артериальной крови очень эффективна, но при затяжном процессе, для предупреждения пониженной перфузии в клетки мозга, парциальное давление углекислого газа необходимо держать на уровне 32-38 мм рт. ст. Индометацин является также мозговым вазоконстриктором и имеет определённый риск в отношении нормальной перфузии. Приподнятие головы над горизонталью на 30 градусов и предупреждение наклона и вращения шеи позволяет предотвратить перегиб яремной вены и понизить внутричерепное давление. Необходимо активная терапия боли, лихорадки, тремора и спазмов. Поскольку основной задачей является обеспечение перфузии при понижении внутричерепного давления, важно обеспечить и даже осуществить поднятие системного среднего артериального давления посредством терапии растворами прессорных веществ.
К пациентам с тяжёлой рефракторной формой ВЧГ, особенно если она сопровождает острые очаговые процессы рекомендуется применять барбитураты, такие как пентобарбитал мидазолам посредством непрерывной внутривенной инфузии с контролем электрической активности мозга, уровней сывортоки системного давления и давления перфузии мозга. Эти препараты способствуют снижению обмена веществ в тканях мозга без существенного ослабления сосудистой ауторегуляции. Главный риск при этом — понижение сердечного выброса и провоцирование связанных с этим инфекций, особенно пневмонию. Декомпрессивная трепанация черепа или краниэктомия на ранних этапах тяжёлых травм дает положительный результат в 50 % случаев. Изучается гипотермия (до 34 °C) при остановке сердечной деятельности и множество нейропротективных средств как средства понижения метаболизма и последующего эксайтотоксичного глутаматергического повреждения и следовательно как средство понижения цитотоксического отёка и распространения объёма необратимо поврежденной ткани мозга в ишемическую полутень (полумбру).
Следует вести контроль кислотно-щелочного состояния и избегать введения растворов, содержащих большое количество свободной жидкости (например 5 % раствора глюкозы).

## Прогноз
Энцефалопатические пациенты с системной гипотензией, гипергликемией, генерализованным тромбогеморрагическим синдромом имеют худший прогноз. Некоторые типы повреждений приводят к ВЧГ со слишком быстрой динамикой повышения, чтобы терапевтические методы имели положительный эффект, или трудно поддающиеся методам понижения давления. Такие случаи приводят к необратимым повреждениям ткани мозга и смерти. Однако, при поддержании давления перфузии в мозг внутричерепное давление может быть понижено и устранены вызывающие его причины.